# قره‌باغ‌لار (نخجوان)
قره باغلار (به ترکی آذربایجانی: Qarabağlar) یک شهر در جمهوری آذربایجان است که در شهرستان کنگرلی واقع شده‌است. قره باغلار ۵٬۸۳۳ نفر جمعیت دارد.
جغرافیا
شهر قره‌باغلار در بخش مرکزی شهرستان کنگرلی و در نزدیکی مرز ایران واقع شده‌است. این شهر در دشت آرارات و در ارتفاع حدود ۸۰۰ متری از سطح دریا قرار دارد.
تاریخچه
قره‌باغلار در گذشته بخشی از خانات نخجوان بود. این شهر در اوایل قرن نوزدهم به تصرف روسیه درآمد و پس از فروپاشی شوروی، به جمهوری آذربایجان پیوست.
اقتصاد
اقتصاد قره‌باغلار عمدتاً بر کشاورزی و دامداری استوار است. این شهر دارای زمین‌های حاصلخیز و منابع آبی فراوان است که امکان کشت انواع محصولات کشاورزی و پرورش دام را فراهم می‌کند.
فرهنگ
فرهنگ قره‌باغلار متاثر از فرهنگ آذربایجانی است. مردم این شهر به زبان ترکی آذربایجانی صحبت می‌کنند و آداب و رسوم خاص خود را دارند.
جاذبه‌های گردشگری
قره‌باغلار دارای جاذبه‌های گردشگری متعددی است که از جمله آنها می‌توان به موارد زیر اشاره کرد:
- مسجد جامع قره‌باغلار: این مسجد تاریخی در مرکز شهر واقع شده و یکی از آثار باستانی مهم منطقه است.
- مقبرهٔ پیر داود: این مقبره در نزدیکی شهر واقع شده و زیارتگاه بسیاری از مردم محلی است.
- طبیعت زیبای اطراف شهر: قره‌باغلار در منطقه‌ای خوش آب و هوا و با طبیعت بکر قرار دارد که امکان فعالیت‌های گردشگری مانند پیاده‌روی، کوهنوردی     و کمپینگ را فراهم می‌کند.

حمل‌ونقل
دسترسی به قره‌باغلار از طریق جاده‌های آسفالته امکان‌پذیر است. این شهر دارای یک ایستگاه اتوبوس است که ارتباط آن را با سایر شهرهای جمهوری آذربایجان فراهم می‌کند.